# Koeficient špičatosti
Koeficient špičatosti (excesu) je charakteristika rozdělení náhodné veličiny, která porovnává dané rozdělení s normálním rozdělením pravděpodobnosti.
Koeficient špičatosti se obvykle označuje {\displaystyle \gamma _{2}}.

## Definice
Koeficient špičatosti je definován vztahem
{\displaystyle \gamma _{2}={\frac {\mu _{4}}{\sigma ^{4}}}={\frac {\operatorname {E} [X-\operatorname {E} (X)]^{4}}{\left(\operatorname {var} \,X\right)^{2}}}},
kde {\displaystyle \mu _{4}} je čtvrtý centrální moment, {\displaystyle \sigma } je směrodatná odchylka, {\displaystyle \operatorname {E} (X)} označuje střední hodnotu a {\displaystyle \operatorname {var} \,X} je rozptyl.

## Vlastnosti
Normální rozdělení má špičatost tři. Kladná špičatost značí, že většina hodnot náhodné veličiny leží blízko její střední hodnoty a hlavní vliv
na rozptyl mají málo pravděpodobné odlehlé hodnoty. Křivka hustoty je špičatější, nežli u normálního rozdělení. Záporná špičatost značí, že rozdělení je rovnoměrnější a
jeho křivka hustoty je plošší nežli u normálního rozdělení.
Špičatost rozdělení nezávisí na lineární transformaci náhodné veličiny, je tedy např. stejná pro všechna normální rozdělení.

## Výběrový koeficient špičatosti
Výběrový koeficient špičatosti je definován vzorcem
{\displaystyle g_{2}={\frac {m_{4}}{m_{2}^{2}}}=n{\frac {\sum _{i=1}^{n}(x_{i}-{\overline {x}})^{4}}{\left(\sum _{i=1}^{n}(x_{i}-{\overline {x}})^{2}\right)^{2}}}},
kde {\displaystyle {\overline {x}}} je výběrový průměr, {\displaystyle m_{2}} je výběrový rozptyl a {\displaystyle m_{4}} je čtvrtý výběrový centrální moment.
Tento odhad je vychýlený. Méně vychýlené odhady dostaneme, když místo výběrových centrálních momentů použijeme nevychýlené odhady centrálních momentů:
{\displaystyle {\begin{aligned}G_{2}={\frac {M_{4}}{M_{2}^{2}}}&={\frac {(n-1)}{(n-2)(n-3)}}\left((n+1)g_{2}+6\right)\\b_{2}={\frac {m_{4}}{M_{2}^{2}}}&=\left({\frac {n-1}{n}}\right)^{2}g_{2}-3\end{aligned}}}
Pro rozptyly těchto odhadů platí {\displaystyle \operatorname {var} \,b_{2}<\operatorname {var} \,g_{2}<\operatorname {var} \,G_{2}}.